# A Lua Q Eu T Dei
"A Lua Q Eu T Dei" é uma canção gravada pela cantora brasileira Ivete Sangalo, para o seu segundo álbum de estúdio, intitulado Beat Beleza (2000). A balada romântica, escrita por Herbert Vianna, foi lançada como segundo single do álbum em março de 2001. Para promover a canção, a Universal Music a colocou na trilha sonora da novela das oito Porto dos Milagres, da Rede Globo, o que fez com que a canção tivesse mais conhecimento.
"A Lua Q Eu Te Dei" foi a primeira canção de Ivete a receber uma indicação ao Grammy Latino na categoria "Melhor Canção Brasileira". Nas paradas de sucesso, a canção alcançou a posição de número 3. Um videoclipe para a canção, contando com Ivete no centro de uma caixa de imagens, intercalado por cenas de casais, incluindo dois casais gays e outro de velhinhos, foi lançado em abril de 2001.

## Composição e letra
"A Lua Q Eu T Dei" foi escrita por Herbert Vianna, sendo a segunda canção que Herbert escreveu para Ivete - a primeira sendo o hit "Se Eu Não Te Amasse Tanto Assim" de seu primeiro álbum, "Ivete Sangalo" (1999). "A Lua Q Eu T Dei" segue o mesmo caminho lírico de "Se Eu Não Te Amasse Tanto Assim", falando de um amor incondicional, onde a protagonista canta, "Posso te falar dos sonhos, das flores, de como a cidade mudou, posso te falar do medo, do meu desejo, do meu amor." No refrão, a cantora enfatiza, "Eu posso falar da tarde que cai e aos poucos deixa ver no céu a lua que um dia eu te dei, pra brilhar por onde você for, me queira bem, durma bem, meu amor."

## Recepção

### Crítica
Silvio Essinger do Cliquemusic disse que a canção "é a faixa mais óbvia do disco," dizendo que a "suavidade permanece, mas sem grande surpresa vocal." "A Lua Q Eu T Dei" foi a primeira canção de Ivete a concorrer a um Grammy Latino, no ano de 2001, na categoria "Melhor Canção Brasileira", mas perdeu para a canção "Esperando na Janela", de Gilberto Gil.

### Comercial
Após o carnaval de 2001, "A Lua Q Eu T Dei" foi lançada como single, tendo a missão de fazer mais sucesso que "Pererê" (que alcançou apenas a posição de número 14). "A Lua Q Eu T Dei" estreou nas paradas de sucesso no dia 10 de março de 2001, alcançando o pico de número 3, no dia 12 de maio de 2001. Segundo a Crowley Broadcast Analysis (empresa que monitora as rádios para informações musicais), "A Lua Q Eu T Dei" foi a 10ª canção mais tocada no ano de 2001.

## Outras versões
"A Lua Q Eu T Dei" fez parte da trilha sonora da novela Porto dos Milagres (2001), da Rede Globo, como tema dos personagens Dulce (interpretada por Paloma Duarte e Rodrigo (papel de Kadu Moliterno). Ivete também cantou a canção no show na Fonte Nova, que deu origem ao CD/DVD MTV ao Vivo, de 2004. A canção também entrou nas compilações, Se Eu Não Te Amasse Tanto Assim (2002), A Arte de Ivete Sangalo (2005), Novo Millennium (2005), Ivete Sangalo 2006 (2006), Perfil (2007) e Baladas de Ivete (2012) - a última na versão ao vivo.

## Videoclipe
O videoclipe foi lançado em abril de 2001, e foi dirigido por Caio Abreia, Chico Abreia e Manitou Felipe. A montagem foi feita por Marcelo Moraes, a fotografia por Edgar Moura e o Estúdio Mega finalizou o clipe. No videoclipe, Ivete está no centro de uma caixa de imagens que os diretores chamaram de "subconsciente". "É como se ela estivesse envolvida por suas próprias lembranças, que passam continuamente nas quadro paredes visíveis do cubo", disse um dos diretores. "Escolhemos imagens que simbolizassem os pensamentos, mas que não fossem óbvias, que não fossem legendas de fotos. [...] Elas representam ideias de amor, perda, dor e sonho". O videoclipe também faz uma homenagem ao compositor da canção, Herbert Vianna, utilizando imagens de um clipe do músico.
Na maioria das cenas, Ivete aparece no centro da caixa, mas as cenas dela são complementadas por planos de outros casais, seja ele de um casal de garotas, outro de garotos, um tatuado e uma patricinha, e até mesmo um casal de idosos. Segundo Abreia, "Quisemos humanizar um pouco o clipe, para não concentrar nela o tempo todo. Por isso, decidimos escolher casais que saem do padrão e mostrar que o amor existe e é tão grande como em qualquer outro casal".

## Prêmios e indicações
| Ano  | Prêmio                 | Categoria                | Resultado |
| ---- | ---------------------- | ------------------------ | --------- |
| 2001 | Grammy Latino          | Melhor Canção Brasileira | Indicado  |
| 2001 | MTV Video Music Brasil | Videoclipe de MPB        | Indicado  |